# Jacob Havinga
Jacob Havinga (Groningen, 25 oktober 1786 - Grootegast, 2 mei 1873) was een Nederlands bakker, bestuurder en vervener. Hij was van 1820 tot 1855 burgemeester van Grootegast.
Havinga werd geboren aan de Folkingestraat in Groningen en gedoopt in de Akerk. Hij trouwde in 1815 in Bedum en vertrok naar Grootegast waar hij bakker werd. Na het overlijden van burgemeester I.F. Hommes werd Havinga in 1820 de tweede burgemeester van die gemeente; eind 1855 kreeg hij eervol ontslag. Bij zijn overlijden in 1873 stond Havinga geregistreerd als vervener, hij werd 84 jaar oud.